# イゴール・パシケビッチ
イゴール・パシケビッチ（ロシア語ラテン翻字: Igor Pashkevitch, 1971年7月1日 - 2016年3月26日）は、旧ソビエト連邦モスクワ出身の男性フィギュアスケート選手、コーチ兼ISUテクニカルスペシャリスト。1994年リレハンメルオリンピック男子シングルロシア代表、1998年長野オリンピック男子シングルアゼルバイジャン代表。

## 経歴
- 1989-1990年シーズン、ソビエト連邦代表として出場した世界ジュニアフィギュアスケート選手権で優勝。ソビエト連邦崩壊後の1994年リレハンメルオリンピックにはロシア代表として出場し15位となった。1996年ヨーロッパフィギュアスケート選手権2位。
- 1996-1997年シーズンよりアゼルバイジャンに移籍。1998年長野オリンピックにはアゼルバイジャン代表として出場し16位。同年に引退。
- コーチとして活動しつつ、国際スケート連盟公認の技術審判員としても活動した。
- 2016年3月26日、アメリカのマイアミにて死去[1][2]。享年44。

## 主な戦績
| 大会/年       | 1989-90 | 1990-91 | 1991-92 | 1992-93 | 1993-94 | 1994-95 | 1995-96 | 1996-97 | 1997-98 |
| ------------- | ------- | ------- | ------- | ------- | ------- | ------- | ------- | ------- | ------- |
| オリンピック  |         |         |         |         | 15      |         |         |         | 16      |
| 世界選手権    |         |         |         | 14      | 9       |         |         | 8       | 棄権    |
| 欧州選手権    |         |         |         |         |         |         | 2       | 7       | 棄権    |
| 世界Jr.選手権 | 1       |         |         |         |         |         |         |         |         |